# Oingt
Oingt és un antic municipi francès, situat al departament del Roine i a la regió d'Alvèrnia-Roine-Alps. L'any 2007 tenia 585 habitants.
A partir de l'1 de gener de 2017, Oingt es fusiona amb Le Bois-d'Oingt i Saint-Laurent-d'Oingt i conformen el "municipi nou" Val d'Oingt.

## Demografia

### Població
El 2007 la població de fet d'Oingt era de 585 persones. Hi havia 218 famílies de les quals 41 eren unipersonals (29 homes vivint sols i 12 dones vivint soles), 91 parelles sense fills, 78 parelles amb fills i 8 famílies monoparentals amb fills.
La població ha evolucionat segons el següent gràfic:
Habitants censats

### Habitatges
El 2007 hi havia 266 habitatges, 223 eren l'habitatge principal de la família, 31 eren segones residències i 11 estaven desocupats. 240 eren cases i 24 eren apartaments. Dels 223 habitatges principals, 173 estaven ocupats pels seus propietaris, 46 estaven llogats i ocupats pels llogaters i 4 estaven cedits a títol gratuït; 1 tenia una cambra, 5 en tenien dues, 27 en tenien tres, 65 en tenien quatre i 125 en tenien cinc o més. 170 habitatges disposaven pel capbaix d'una plaça de pàrquing. A 87 habitatges hi havia un automòbil i a 130 n'hi havia dos o més.

### Piràmide de població
La piràmide de població per edats i sexe el 2009 era:
| Homes | Edats   | Dones |
| ----- | ------- | ----- |
| 0     | 95 o +  | 0     |
| 0     | 90 a 94 | 0     |
| 4     | 85 a 89 | 20    |
| 0     | 80 a 84 | 4     |
| 8     | 75 a 79 | 4     |
| 16    | 70 a 74 | 16    |
| 12    | 65 a 69 | 8     |
| 4     | 60 a 64 | 4     |
| 16    | 55 a 59 | 16    |
| 16    | 50 a 54 | 24    |
| 20    | 45 a 49 | 8     |
| 28    | 40 a 44 | 44    |
| 20    | 35 a 39 | 8     |
| 8     | 30 a 34 | 16    |
| 20    | 25 a 29 | 12    |
| 12    | 20 a 24 | 20    |
| 28    | 15 a 19 | 12    |
| 24    | 10 a 14 | 36    |
| 8     | 5 a 9   | 24    |
| 4     | 0 a 4   | 12    |

## Economia
El 2007 la població en edat de treballar era de 385 persones, 288 eren actives i 97 eren inactives. De les 288 persones actives 267 estaven ocupades (144 homes i 123 dones) i 20 estaven aturades (5 homes i 15 dones). De les 97 persones inactives 32 estaven jubilades, 40 estaven estudiant i 25 estaven classificades com a «altres inactius».

### Ingressos
El 2009 a Oingt hi havia 226 unitats fiscals que integraven 627,5 persones, la mediana anual d'ingressos fiscals per persona era de 21.615 €.

### Activitats econòmiques
Dels 38 establiments que hi havia el 2007, 1 era d'una empresa extractiva, 1 d'una empresa alimentària, 6 d'empreses de fabricació d'altres productes industrials, 6 d'empreses de construcció, 9 d'empreses de comerç i reparació d'automòbils, 2 d'empreses de transport, 4 d'empreses d'hostatgeria i restauració, 1 d'una empresa financera, 3 d'empreses immobiliàries, 2 d'empreses de serveis i 3 d'empreses classificades com a «altres activitats de serveis».
Dels 9 establiments de servei als particulars que hi havia el 2009, 1 era un guixaire pintor, 1 fusteria, 1 lampisteria, 2 electricistes, 3 restaurants i 1 agència immobiliària.
Dels 3 establiments comercials que hi havia el 2009, 1 era una gran superfície de material de bricolatge, 1 una fleca i 1 un drogueria.
L'any 2000 a Oingt hi havia 16 explotacions agrícoles que ocupaven un total de 176 hectàrees.

## Equipaments sanitaris i escolars
El 2009 hi havia una escola elemental.

## Poblacions més properes
El següent diagrama mostra les poblacions més properes.